# 黑蟹行動：無盡寒冬
《黑蟹行動：無盡寒冬》（瑞典語：Svart Krabba），是一部2022年Netflix瑞典軍事動作驚悚電影 ，由亞當·伯格（Adam Berg）開創，亞當·伯格和佩爾·羅德斯特龍（Pelle Rådström）共同編劇。電影由歐蜜·瑞佩斯、 艾雷特·奧普海姆和達爾·薩利姆主演。故事大綱是關於一名女競速滑冰選手（卡羅琳·艾德）被征召加入軍隊，執行一項極危險的特殊任務，在被敵軍佔領的冰層防線上滑行，將一個秘密包裹運送至位於奧德島上的研究基地，而將包裹送到基地後，就可以結束戰爭。

## 劇情提要
電影以倒敘的方式開場，卡羅琳·艾德（歐蜜·瑞佩斯飾演）和她的女兒凡雅（史黛拉·克林特伯格飾演）在塞車的隧道中等待。突然，有人突襲了隧道裡的其他平民，母女兩人試圖躲藏在車裡，卻還是躲不過被抓走的命運。
幾年後，已經成為一名士兵的卡羅琳被命令下了火車，來到一個充滿貧困人家的地方。一名中尉（雅各布·奧特布羅飾演）開吉普車載她穿越一個因戰亂而變得十分混亂的街區，而卡羅琳被那邊的居民襲擊，卡羅琳迅速開車逃離那裡。抵達基地後，她被帶到會議室聽取拉德上校的簡報（大衛·丹西克飾演）說明國家現在面臨的危機，以及接下來他們該完成的小組任務（即「 黑蟹行動」），並會見為了特殊任務而招募的其他四位士兵：卡里米（阿達蘭·艾斯邁里飾演）、馬利克（達爾·薩利姆飾演）、格蘭維克（艾瑞克·恩格飾演）和佛絲柏（艾雷特·奧普海姆飾演），而小組第六位成員尼倫（雅各布·奧特布羅飾演）在出發前才跟上隊伍。而他們的任務是穿越結凍的冰層，將兩個用罐子裝著的秘密包裹送到奧德島上的基地，以終止末日戰爭。

## 演員和角色
- 歐蜜·瑞佩斯 飾演 卡羅琳·艾德 少尉

凡雅的母親，團隊的領頭羊，理性且冷靜，總是為大局著想，最後順利將包裹送到目的地。
- 雅各布·奧特布羅 飾演 尼倫 中尉

團隊位階第二高的人，把卡羅琳留在難民區的中尉，卡羅琳很生氣尼倫讓她差點送命。最後和卡羅琳順利抵達奧德基地。
- 達爾·薩利姆 飾演 馬利克
- 艾瑞克·恩格（Erik Enge） 飾演 格蘭維克
- 阿達蘭·艾斯邁里（Ardalan Esmaili） 飾演 卡里米 准下士
- 艾雷特·奧普海姆（英语：Aliette Opheim） 飾演 佛絲柏 上尉
- 大衛·丹西克（英语：David Dencik） 飾演 拉德 上校
- 史黛拉·克林特伯格（Stella Klintberg） 飾演 凡雅
- 塞西莉亞·薩弗曼（Cecilia Säverman） 飾演 女強盜
- 伊利爾·拉蒂菲（英语：Ilir Latifi） 飾演 基地門口士兵
- 蘇珊·塔斯理米（英语：Susan Taslimi） 飾演 北方海軍上將
- 馬丁·亨德里克塞（Martin Hendrikse） 飾演 士兵
- 米凱爾·阿卡林（Mikail Akalin） 飾演 士兵

## 公眾迴響
在影視匯總點評網站爛番茄上，《黑蟹行動：無盡寒冬》獲得50%的新鮮度，5.70/10分（28位影評人）。

## 外部連結
- 在Netflix上觀看《黑蟹行動：無盡寒冬》
- 互联网电影数据库（IMDb）上《黑蟹行動：無盡寒冬》的资料（英文）